# Линч, Лашана
Лаша́на Раше́да Линч (англ. Lashana Rasheda Lynch; род. 27 ноября 1987, Лондон) — британская актриса. Она наиболее известна по роли Розалины Капулетти в драматическом сериале ABC «Всё ещё связанные» (2017) и пилота-истребителя Марии Рамбо в фильмах «Капитан Марвел» (2019) и «Доктор Стрэндж: В мультивселенной безумия» (2022).

## Биография
Родилась 27 ноября 1987 года в Лондоне. Имеет ямайское происхождение. Училась в театральной школе ArtsEd в Лондоне.
Начала актёрскую карьеру в 2007 году, сыграв в эпизоде сериала «Чисто английское убийство».
В 2019 году сыграла пилота-истребителя Марию Рамбо в фильме «Капитан Марвел», за что была номинирована на премию «Screen Nation Awards» в категории «Лучшая женская роль в фильме».
В 2020 году получила премию журнала Essence «Black Women in Hollywood».
В 2021 году вышел фильм о Джеймсе Бонде «Не время умирать», в котором Лашана сыграла Номи — нового агента 007.

## Избранная фильмография
| Год  |   | Русское название                          | Оригинальное название                       | Роль                         |
| ---- | - | ----------------------------------------- | ------------------------------------------- | ---------------------------- |
| 2017 | с | Всё ещё связанные                         | Still Star-Crossed                          | Розалин Капулетти            |
| 2018 | с | Пуленепробиваемый                         | Bulletproof                                 | Арья Пайк                    |
| 2019 | ф | Капитан Марвел                            | Captain Marvel                              | Мария Рамбо                  |
| 2021 | с | Ванда/Вижн                                | WandaVision                                 | Мария Рамбо                  |
| 2021 | ф | Не время умирать                          | No Time To Die                              | Номи, агент 007              |
| 2022 | ф | Доктор Стрэндж: В мультивселенной безумия | Doctor Strange in the Multiverse of Madness | Мария Рамбо / Капитан Марвел |
| 2022 | ф | Королева-воин                             | The Woman King                              | Изоги                        |
| 2022 | ф | Матильда                                  | Matilda                                     | Мисс Хани                    |
| 2024 | ф | Боб Марли: Одна любовь                    | Bob Marley: One Love                        | Рита Марли                   |
| 2024 | с | День Шакала                               | The Day of the Jackal                       | Бьянка                       |